# Gediminas Kirkilas
Gediminas Kirkilas (ur. 30 sierpnia 1951 w Wilnie, zm. 20 kwietnia 2024 tamże) – litewski polityk, poseł na Sejm, minister obrony w latach 2004–2006, premier Litwy w latach 2006–2008.

## Życiorys
Od 1974 studiował zaocznie w Wileńskim Instytucie Pedagogicznym. W latach 1978–1982 studiował nauki polityczne w wyższej szkole partyjnej w Wilnie. W 2004 ukończył studia w międzynarodowej szkole biznesu Uniwersytetu Wileńskiego. W latach 1969–1972 odbywał służbę wojskową w radzieckiej marynarce wojennej. Po odbyciu służby wojskowej w latach 1972–1978 pracował jako renowator dóbr kultury w przedsiębiorstwie restauracji zabytków. Pracę wykonywał przy zabytkach Wilna (m.in. w kościołach, a także w zespole Uniwersytetu Wileńskiego i pałacu w Werkach). Po ukończeniu studiów politologicznych w 1982 rozpoczął pracę w aparacie Komunistycznej Partii Litwy. W latach 1982–1985 był instruktorem w komitecie rejonowym KPL, a w latach 1986–1990 instruktorem w wydziale kultury KC KPL. W latach 1988–1990 pracował jako asystent prasowy I sekretarza KC KPL Algirdasa Brazauskasa, a od 1990 do 1992 był jego asystentem jako deputowanego Rady Najwyższej Litwy.
W 1990 po przekształceniu KPL w Litewską Demokratyczną Partię Pracy (LDDP) został jej wiceprzewodniczącym, w latach 1991–1996 pełnił funkcję pierwszego wiceprzewodniczącego, a w latach 1996–2001 członka prezydium LDDP. W 2001 po zjednoczeniu LDDP z Litewską Partią Socjaldemokratyczną (LSDP) został wiceprzewodniczącym socjaldemokratów. Czterokrotnie (w 1992, 1996, 2000 i 2004) był wybierany do Sejmu kolejnych kadencji. Pełnił funkcje przewodniczącego frakcji parlamentarnej LSDP, komisji bezpieczeństwa narodowego i obrony, komisji spraw zagranicznych, delegacji Litwy do Zgromadzenia Parlamentarnego NATO oraz wiceprzewodniczącego komisji ds. europejskich. Od 2002 zajmował stanowisko specjalnego przedstawiciela prezydenta Litwy ds. komunikacji między Litwą a obwodem królewieckim. Uzyskał rangę ambasadora nadzwyczajnego i pełnomocnego Republiki Litewskiej. 14 grudnia 2004 objął stanowisko ministra obrony narodowej w rządzie Algirdasa Brazauskasa.
29 czerwca 2006 prezydent Valdas Adamkus przedstawił Sejmowi jego kandydaturę na stanowisko premiera. 4 lipca Sejm została ona zaakceptowana przez Sejm. 6 lipca prezydent mianował go na funkcję premiera. 18 lipca program jego rządu uzyskał aprobatę Sejmu. 19 maja 2007 wybrano go na stanowisko przewodniczącego LSDP. 13 marca 2008 posłowie ugrupowań opozycyjnych (Związku Ojczyzny, Partii Pracy, Porządku i Sprawiedliwości oraz liberałów) wystąpili do premiera z interpelacją zawierającą kilkanaście krytycznych pytań dotyczących polityki jego rządu. 18 marca interpelacja została przekazana przewodniczącemu Sejmu Viktorasowi Muntianasowi. W ciągu dwóch tygodni od dnia przekazania interpelacji przez przewodniczącego parlamentu premier powinien ustosunkować się do zawartych w niej pytań. 1 kwietnia premier przedstawił odpowiedzi na pytania interpelacji. 3 kwietnia w głosowaniu nad jego odpowiedziami Sejm nieznaczną większością uznał je za zadowalające, co pozwoliło premierowi na zachowanie stanowiska.
W wyborach parlamentarnych w 2008 ponownie uzyskał mandat poselski z listy partyjnej LSDP. 9 grudnia tego samego roku zakończył działalność na urzędzie premiera. W 2012 i 2016 Gediminas Kirkilas po raz kolejny był wybierany do Sejmu. W październiku 2017 wystąpił z LSDP, a w marcu 2018 stanął na czele rozłamowej Litewskiej Socjaldemokratycznej Partii Pracy. W 2020 znalazł się poza parlamentem, a w 2021 na funkcji przewodniczącego partii zastąpił go Jonas Pinskus.

## Odznaczenia
- Krzyż Oficerski  Orderu Witolda Wielkiego – 2003[13]
- Krzyż Komandorski Orderu Krzyża Pogoni – 2004[13]
- Krzyż Komandorski Orderu Zasługi Rzeczypospolitej Polskiej – Polska, 2003[14]
- Medal Rady Bałtyckiej – Rada Bałtycka, 2008[15]
- Krzyż Wielki Orderu Zasługi Rzeczypospolitej Polskiej – Polska, 2009[16]